# Besta deild kvenna 2024
Die Besta deild kvenna 2024 war die 53. Spielzeit der höchsten isländischen Spielklasse im Frauenfußball. Die Hauptrunde begann am 21. April 2024 und endete am 25. August 2024. Anschließend fanden vom 31. August bis 5. Oktober 2024 die Meister- und die Abstiegsrunde statt.
Meister wurde Breiðablik Kópavogur und baute damit seinen Rekord auf 19 Titel aus. Pokalsieger wurde der Tabellenzweite Valur Reykjavík, der sich im Finale mit 2:1 gegen Breiðablik durchsetzte. Absteigen mussten Keflavík ÍF und Neuling Fylkir Reykjavík. Torschützenkönigin wurde die frühere Leverkusenerin Sandra María Jessen, der insgesamt 22 Tore gelangen.

## Statistiken

### Tabelle
| Pl.                         | Verein                   | Sp. | S  | U | N  | Tore    | Diff. | Punkte |
| --------------------------- | ------------------------ | --- | -- | - | -- | ------- | ----- | ------ |
| 1.                          | Valur Reykjavík (M)      | 18  | 16 | 1 | 1  | 048:160 | +32   | 49     |
| 2.                          | Breiðablik Kópavogur     | 18  | 16 | 0 | 2  | 046:900 | +37   | 48     |
| 3.                          | Þór/KA                   | 18  | 9  | 3 | 6  | 040:280 | +12   | 30     |
| 4.                          | Víkingur Reykjavík (N/P) | 18  | 8  | 5 | 5  | 028:290 | −1    | 29     |
| 5.                          | FH Hafnarfjörður         | 18  | 8  | 1 | 9  | 030:360 | −6    | 25     |
| 6.                          | Þróttur Reykjavík        | 18  | 7  | 2 | 9  | 023:270 | −4    | 23     |
| 7.                          | UMF Stjarnan             | 18  | 6  | 3 | 9  | 022:340 | −12   | 21     |
| 8.                          | UMF Tindastóll           | 18  | 3  | 4 | 11 | 020:410 | −21   | 13     |
| 9.                          | Fylkir Reykjavík (N)     | 18  | 2  | 4 | 12 | 017:340 | −17   | 10     |
| 10.                         | Keflavík ÍF              | 18  | 3  | 1 | 14 | 016:360 | −20   | 10     |
| Stand: Abschluss Hauptrunde |                          |     |    |   |    |         |       |        |

Platzierungskriterien: 1. Punkte – 2. Tordifferenz – 3. geschossene Tore

| (M) | amtierender isländischer Meister     |
| (P) | amtierender isländischer Pokalsieger |
| (N) | Neu/Aufsteiger der letzten Saison    |

### Kreuztabelle
|                             | Breiðablik Kópavogur | Fylkir Reykjavík | FH Hafnarfjörður | Keflavík ÍF | UMF Stjarnan | Þór/KA | Þróttur Reykjavík | UMF Tindastóll | VAL | Víkingur Reykjavík |
| --------------------------- | -------------------- | ---------------- | ---------------- | ----------- | ------------ | ------ | ----------------- | -------------- | --- | ------------------ |
| Breiðablik Kópavogur        | —                    | 1:0              | 3:0              | 3:0         | 5:1          | 4:2    | 3:0               | 3:0            | 2:1 | 4:0                |
| Fylkir Reykjavík            | 0:2                  | —                | 0:3              | 4:2         | 0:1          | 2:2    | 1:1               | 4:1            | 1:4 | 0:0                |
| FH Hafnarfjörður            | 0:4                  | 3:1              | —                | 1:0         | 1:2          | 0:4    | 1:0               | 4:1            | 2:4 | 2:2                |
| Keflavík ÍF                 | 0:2                  | 1:0              | 3:4              | —           | 2:3          | 0:1    | 1:0               | 0:2            | 1:2 | 1:2                |
| UMF Stjarnan                | 0:1                  | 2:1              | 4:3              | 1:0         | —            | 1:4    | 1:2               | 0:2            | 1:1 | 1:3                |
| Þór/KA                      | 0:3                  | 3:1              | 0:1              | 4:0         | 2:2          | —      | 2:1               | 5:0            | 1:2 | 0:2                |
| Þróttur Reykjavík           | 2:4                  | 1:0              | 2:1              | 4:2         | 1:0          | 2:4    | —                 | 4:2            | 1:2 | 0:1                |
| UMF Tindastóll              | 0:1                  | 3:0              | 0:1              | 1:1         | 0:0          | 3:3    | 1:2               | —              | 1:4 | 1:1                |
| Valur Reykjavík             | 1:0                  | 2:0              | 3:1              | 2:1         | 4:0          | 3:1    | 1:0               | 3:1            | —   | 7:2                |
| Víkingur Reykjavík          | 2:1                  | 2:2              | 3:2              | 0:1         | 3:2          | 1:2    | 0:0               | 5:1            | 0:2 | —                  |
| Stand: Abschluss Hauptrunde |                      |                  |                  |             |              |        |                   |                |     |                    |

## Meisterschaftsrunde
Die ersten sechs Mannschaften der Hauptrunde spielen nochmals jeweils einmal gegeneinander.

Die Ergebnisse und Punkte aus der Hauptrunde wurden übernommen.
| Pl.             | Verein                   | Sp. | S  | U | N  | Tore    | Diff. | Punkte |
| --------------- | ------------------------ | --- | -- | - | -- | ------- | ----- | ------ |
| 1.              | Breiðablik Kópavogur     | 23  | 20 | 1 | 2  | 064:130 | +51   | 61     |
| 2.              | Valur Reykjavík (M)      | 23  | 19 | 3 | 1  | 054:180 | +36   | 60     |
| 3.              | Víkingur Reykjavík (N/P) | 23  | 10 | 6 | 7  | 034:360 | −2    | 36     |
| 4.              | Þór/KA                   | 23  | 10 | 4 | 9  | 042:360 | +6    | 34     |
| 5.              | Þróttur Reykjavík        | 23  | 8  | 5 | 10 | 029:330 | −4    | 29     |
| 6.              | FH Hafnarfjörður         | 23  | 8  | 1 | 14 | 032:490 | −17   | 25     |
| Stand: Endstand |                          |     |    |   |    |         |       |        |

| (M) | amtierender isländischer Meister     |
| (P) | amtierender isländischer Pokalsieger |
| (N) | Neu/Aufsteiger der letzten Saison    |

| 2024                 | VAL | Breiðablik Kópavogur | Þór Akureyri · KA Akureyri | Víkingur Reykjavík | FH Hafnarfjörður | Þróttur Reykjavík |
| -------------------- | --- | -------------------- | -------------------------- | ------------------ | ---------------- | ----------------- |
| Valur Reykjavík      | •   | 0:0                  | –                          | –                  | 2:0              | 1:1               |
| Breiðablik Kópavogur | –   | •                    | 6:1                        | 4:0                | 4:2              | –                 |
| Þór/KA               | 0:1 | –                    | •                          | 0:1                | 1:0              | –                 |
| Víkingur Reykjavík   | 1:2 | –                    | –                          | •                  | –                | 1:1               |
| FH Hafnarfjörður     | –   | –                    | –                          | 0:3                | •                | 0:3               |
| Þróttur Reykjavík    | –   | 1:4                  | 0:0                        | –                  | –                | •                 |

## Abstiegsrunde
Die letzten vier Mannschaften der Hauptrunde spielen nochmals jeweils einmal gegeneinander.

Die Ergebnisse und Punkte aus der Hauptrunde wurden übernommen.
| Pl.             | Verein               | Sp. | S | U | N  | Tore    | Diff. | Punkte |
| --------------- | -------------------- | --- | - | - | -- | ------- | ----- | ------ |
| 7.              | UMF Stjarnan         | 21  | 7 | 4 | 10 | 029:410 | −12   | 25     |
| 8.              | UMF Tindastóll       | 21  | 5 | 4 | 12 | 026:440 | −18   | 19     |
| 9.              | Keflavík ÍF          | 21  | 4 | 2 | 15 | 025:430 | −18   | 14     |
| 10.             | Fylkir Reykjavík (N) | 21  | 3 | 4 | 14 | 020:420 | −22   | 13     |
| Stand: Endstand |                      |     |   |   |    |         |       |        |

| (N) | Neu/Aufsteiger der letzten Saison |

| 2024             | UMF Stjarnan | UMF Tindastóll | Fylkir Reykjavík | Keflavík ÍF |
| ---------------- | ------------ | -------------- | ---------------- | ----------- |
| UMF Stjarnan     | •            | 2:1            | 1:2              | –           |
| UMF Tindastóll   | –            | •              | 3:0              | 2:1         |
| Fylkir Reykjavík | –            | –              | •                | 1:4         |
| Keflavík ÍF      | 4:4          | –              | –                | •           |